# Christian Neumeister
Christian Gottlob Theodor Neumeister (* 3. Februar 1824 in Wurzbach; † 29. Januar 1897 in Gera) war ein deutscher Beamter und Politiker.

## Leben
Neumeister war der Sohn des Braumeisters und Landwirts Christian Heinrich Neumeister und dessen Ehefrau Ernestine geborene Fischer. Er war evangelisch-lutherischer Konfession und heiratete am 3. Juni 1855 in Wurzbach in erster Ehe Mariana Ernestina Agnes Fischer (* 21. Juni 1829 in Wurzbach), die Tochter des Kaufmanns Ernst Heinrich Christian Fischer aus Wurzbach. In zweiter Ehe heiratete er im Juni 1868 in Lobenstein Marie Louise Eisenreich (* 11. Januar 1838 in Plauen; † 5. Juli 1905 in Gera), die Tochter des Fabrikanten Friedrich August Eisenreich in Plauen. 
Neumeister besuchte das Gymnasium Rutheneum in Gera und legte dort Ostern 1843 das Abitur ab. Danach studierte er Staats- und Rechtswissenschaften und wurde 1846 Akzessit beim Justizamt Lobenstein. 1847 wurde er Notar und war dann bis 1854 Aktuar beim Justizamt Lobenstein. 1854 wurde er Steuerrendant beim Steueramt Lobenstein, 1869 Vorsitzender der Bezirkseinschätzungskommission für die klassifizierte Einkommensteuer im Bezirk Ebersdorf und 1869 Hauptsteuerrendant in Gera.
1874 wurde er Zweites Mitglied des Sparkassendirektoriums in Gera.
Vom 19. November 1865 bis 1868 war er Mitglied im Landtag Reuß jüngerer Linie. Vom 6. Februar 1866 bis zum 16. Juni 1868 war er im Landtag Schriftführer.

## Auszeichnungen
- Rat (1880)
- Finanzrat (1895)
- Fürstliches Ehrenkreuz III. Klasse (1894)